# لورانس جون كانون
لورانس جون كانون هو قاضي كندي، ولد في 18 نوفمبر 1852 في مدينة كيبك في كندا، وتوفي بنفس المكان في 30 يناير 1921.